# Zwinglikirche (Wien)

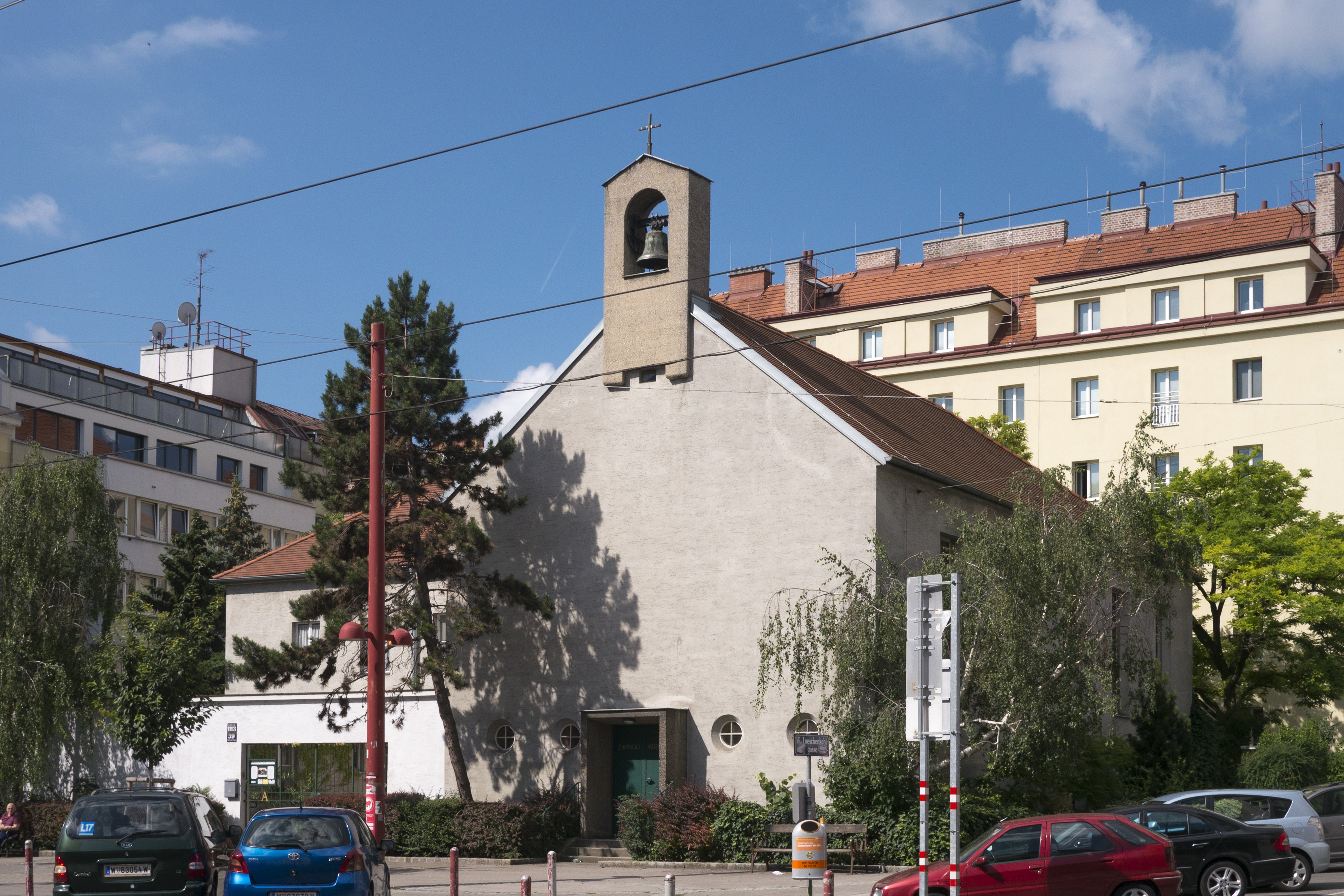
Ostansicht der Zwinglikirche

Die Zwinglikirche ist ein evangelisch-reformiertes Kirchengebäude im 15. Wiener Gemeindebezirk Rudolfsheim-Fünfhaus. Die Kirche wurde von 1936 bis 1937 nach Plänen der Architekten Siegfried Theiss und Hans Jaksch erbaut.

## Lage und Architektur
Die denkmalgeschützte Kirche befindet sich in der Schweglerstraße 39 im Bezirksteil Neu-Fünfhaus. Sie grenzt an keine anderen Gebäude, sondern ist ringsum von Straßenzügen umgeben. Hinter der Kirche verläuft die 1937 so benannte Zwingligasse.
1937 war auch das Jahr, in dem der 1936 begonnene Kirchenbau der Architekten Siegfried Theiss und Hans Jaksch fertiggestellt wurde. Die U-förmige Anlage besteht aus der Kirche, dem sich anschließenden zweigeschoßigen Pfarrhaus und der wiederum damit verbundenen eingeschoßigen Küsterwohnung. Diese drei Elemente gruppieren sich um einen quadratischen Innenhof, der durch eine Mauer mit Gittertor an der Hauptfront abgeschlossen wird. Im kleinen Kirchturm hängt eine von außen frei sichtbare Glocke. Im Pfarrhaus befinden sich die Pfarrkanzlei, die Sakristei und der Gemeindesaal für 130 Personen. Der Kirchenvorplatz zur Schweglerstraße hin ist durch eine andere Form- und Farbgebung vom Gehsteig abgegrenzt.
Der schlichte Kircheninnenraum wird von der rot gehaltenen Wand an der Kopfseite dominiert, auf der sich ein goldfarbiger Schriftzug mit einem Bibelzitat (Joh. 14,6) in der Übersetzung der Lutherbibel befindet: Ich bin der Weg, die Wahrheit und das Leben: niemand kommt zum Vater denn durch mich. Die Wand an der Kopfseite war ursprünglich in dunklem Blaugrau gehalten. Der Wandspruch lautete anfangs: Jesus Christus gestern und heute und derselbe auch in alle Ewigkeit. Darunter steht auf einer erhöhten, durch drei Stufen erreichbaren Fläche der Abendmahlstisch. Die bunten Kirchenfenster an der Nordseite, von denen eines dem Schweizer Reformator und Namensgeber der Kirche Ulrich Zwingli gewidmet ist, stammen in ihrer jetzigen Form aus dem Jahr 1955. Auf der Kanzel aus Holz befindet sich seit 1946 ein Relief des Bildhauers Karl Jedlicka mit einer Darstellung des Zwinglikopfes. Die Orgelempore über dem Hauptportal ist teilweise mit Holz verkleidet.
Im evangelischen Kirchenbau im Österreich der Ersten Republik stellt die Zwinglikirche gemeinsam mit der Kreuzkirche und der Verklärungskirche den Höhepunkt der Entwicklung dar, auf althergebrachte kirchenarchitektonische Gliederungsprinzipien zu verzichten und der Funktionalität einen hohen Stellenwert einzuräumen.

## Geschichte
Die in der Kirche beheimatete Pfarrgemeinde Wien-West ist eine von neun Gemeinden der Evangelischen Kirche H. B. in Österreich. Sie geht auf eine im Jahr 1901 auf Grundlage einer Spende des Unternehmers Philipp Wilhelm von Schoeller in der Höhe von 100.000 Kronen geschaffene Predigtstation der Reformierten Stadtkirche zurück. Die Predigtstation befand sich im Volkscafé in der Thaliastraße 41 im 16. Gemeindebezirk Ottakring. Hier war zunächst auch der Sitz der 1924 entstandenen selbstständigen Pfarrgemeinde Wien-West, deren erster Pfarrer Johann Karl Egli später – von 1947 bis 1952 – als Superintendent das höchste Amt in der Evangelischen Kirche H. B. bekleidete. Nicht zuletzt durch die Übertrittswelle von Sozialdemokraten seit dem Österreichischen Bürgerkrieg von 1934 und der damit verbundenen steigenden Mitgliederzahl der Gemeinde wurde die Errichtung eines eigenen Kirchengebäudes notwendig.
Der Baugrund der Zwinglikirche war der ehemalige Kinderspielplatz der Gemeinde, der zwischenzeitlich der Stadt Wien überlassen worden war. Die Grundsteinlegung erfolgte am 27. September 1936, die Einweihung der Zwinglikirche fand am 20. Juni 1937 statt. Unter den Schweizer Reformatoren hat der Namensgeber Ulrich Zwingli insofern einen besonderen Bezug zu Wien, als er auch an der Universität Wien studierte. Der Entwurf der Kirche fiel für das Architekturbüro Theiss & Jaksch in eine Zeit der persönlichen künstlerischen und finanziellen Unsicherheit. Die Errichtung des Hochhauses Herrengasse bedeutete für Theiss & Jaksch einen wirtschaftlichen Misserfolg. 1932 gerieten sie in finanzielle Probleme. Wegen der allgemein schlechten wirtschaftlichen Lage erhielten sie nur wenige Aufträge. Ihre Unsicherheit spiegelt sich im eher traditionalistischen und bescheidenen Entwurf der Zwinglikirche wider. Im Luftkrieg im Zweiten Weltkrieg entstanden am 12. April 1945 durch einen Bombentreffer große Schäden am Dach der Kirche und des Pfarrhauses. Die daraufhin erfolgte Sanierung der Zwinglikirche war bereits im März 1946 abgeschlossen.
Der Satiriker Alfred Heinrich leitete als Kurator von 1984 bis 1997 die Gemeinde. Von 1964 bis 1998 war Balázs Németh Pfarrer der Zwinglikirche. Thomas Hennefeld, sein Nachfolger in diesem Amt, ist seit 2007 Landessuperintendent der Evangelischen Kirche H. B. in Österreich.